# Nordamerikansk pungrotte
Den nordamerikanske pungrotte (Didelphis virginiana), også kaldet amerikansk pungrotte eller opossum, er et pungdyr i familien pungrotter (Didelphidae), der lever i Nord- og Mellemamerika. I mange af USA's forstæder er dyret almindeligt og kan ofte ses gå over veje og igennem haver, når natten falder på. Her roder det i affaldsspande efter mad. Trafikdræbte pungrotter ses ofte liggende i vejkanten.
Walt Kellys tegneseriefigur Pogo er en pungrotte. Pelsen anvendes i pelshandlen, men pels med navnet opossum stammer også fra pungræven Trichosurus vulpecula fra Australien. Ordet opossum stammer fra det algonkinske "opassom", der ordret betyder "hvid hund".

## Beskrivelse
Den amerikanske pungrotte ligner en stor rotte og er omtrent på størrelse med en huskat. Voksne vejer 4-6 kg, er 40-50 cm lange og har en grå pels, undtagen på hovedet som er hvidt. Halen er nøgen. Den har 50 tænder og kan vise sit gab, når den føler sig truet. 

## Levevis
Den amerikanske pungrotte er et opportunistisk, altædende dyr, der normalt lever i skove, men også ses i byernes forstæder. Hvis den bliver truet, spiller den død – hvorfra det amerikanske udtryk "playing possum" stammer. Den lever et par år.

## Udbredelse
Arten findes fra Costa Rica i syd til det sydlige Canada i nord. Den har de seneste år (2005) tilsyneladende udvidet sit udbredelsesområde mod nord. Det er det eneste pungdyr, der lever nord for Mexico. 